# Râul Răchițele, Someșul Cald
Râul Răchițele este un râu afluent al Someșului Cald. 